# Trigonalisierbare Matrix
Eine trigonalisierbare Matrix ist in der linearen Algebra, einem Teilgebiet der Mathematik, eine quadratische Matrix, die ähnlich zu einer oberen Dreiecksmatrix ist. Für eine trigonalisierbare Matrix {\displaystyle A} existiert also eine reguläre Matrix {\displaystyle S}, sodass {\displaystyle D=S^{-1}AS} eine obere Dreiecksmatrix ist. Als trigonalisierbaren Endomorphismus bezeichnet man entsprechend einen Endomorphismus {\displaystyle f\colon V\to V} über einen endlichdimensionalen Vektorraum {\displaystyle V}, falls es eine Basis {\displaystyle B} von {\displaystyle V} gibt, sodass die Darstellungsmatrix {\displaystyle M_{B}(f)} eine obere Dreiecksmatrix ist. Die trigonalisierbaren Matrizen sind somit die Darstellungsmatrizen der trigonalisierbaren Endomorphismen.

## Definition
Eine quadratische Matrix {\displaystyle A\in K^{n\times n}} heißt trigonalisierbar, wenn sie ähnlich zu einer oberen Dreiecksmatrix ist. Das heißt, es existiert eine reguläre Matrix {\displaystyle S\in K^{n\times n}}, sodass {\displaystyle D:=S^{-1}AS} eine obere Dreiecksmatrix ist, also sodass {\displaystyle D} die Form
{\displaystyle D=S^{-1}AS={\begin{pmatrix}\lambda _{1}&\ast &\cdots &\ast \\0&\lambda _{2}&\ddots &\vdots \\\vdots &\ddots &\ddots &\ast \\0&\cdots &0&\lambda _{n}\end{pmatrix}}\in K^{n\times n}}
hat, wobei {\displaystyle \lambda _{1},\lambda _{2},\dotsc ,\lambda _{n}\in K} Eigenwerte von D sind.
Ein Endomorphismus {\displaystyle f\colon V\to V} über einen endlichdimensionalen Vektorraum {\displaystyle V} heißt trigonalisierbar, wenn es eine Basis {\displaystyle B} von {\displaystyle V} gibt, sodass die Darstellungsmatrix {\displaystyle M_{B}(f)} eine obere Dreiecksmatrix ist.

## Kriterien für die Trigonalisierbarkeit
Folgende Aussagen sind äquivalent und legen damit fest, ob eine Matrix trigonalisierbar ist:
- Die Matrix {\displaystyle A} ist ähnlich zu einer oberen Dreiecksmatrix. Das heißt, es existieren eine obere Dreiecksmatrix {\displaystyle D} und eine invertierbare Matrix {\displaystyle P} mit {\displaystyle D=P^{-1}AP}.
- Das charakteristische Polynom der Matrix {\displaystyle A} zerfällt über dem Körper {\displaystyle K} in Linearfaktoren.
- Das Minimalpolynom der Matrix {\displaystyle A} zerfällt über dem Körper {\displaystyle K} in Linearfaktoren.
- Die Matrix {\displaystyle A} besitzt über dem Körper {\displaystyle K} eine Jordan-Normalform.

Insbesondere ist damit jede quadratische Matrix über {\displaystyle \mathbb {C} } trigonalisierbar, da hier jedes nichtkonstante Polynom in Linearfaktoren zerfällt.

## Berechnung der oberen Dreiecksmatrix
Um die gesuchte obere Dreiecksmatrix {\displaystyle D} zu berechnen, berechnen wir zuerst die Matrix {\displaystyle P}, mit der die Ähnlichkeitsabbildung durchgeführt wird. Es gilt:
{\displaystyle D=P^{-1}AP}
Des Weiteren haben {\displaystyle A} und {\displaystyle D} dieselben Eigenwerte.
Da das charakteristische Polynom von {\displaystyle A} in Linearfaktoren zerfällt, gibt es einen Eigenwert {\displaystyle \lambda _{1}} und einen zugehörigen Eigenvektor {\displaystyle v_{1}}. Dieser Eigenvektor wird nun zu einer Basis {\displaystyle v_{1},v_{2},\dots ,v_{n}} des {\displaystyle K^{n}} ergänzt. Die Matrix {\displaystyle T_{1}} sei die Basiswechselmatrix zum Basiswechsel von der Basis  {\displaystyle v_{1},v_{2},\dots ,v_{n}} zu der Einheitsbasis. Damit lässt sich {\displaystyle T_{1}^{-1}AT_{1}} berechnen und die Form
{\displaystyle T_{1}^{-1}AT_{1}={\begin{pmatrix}\lambda _{1}&d_{1,2}&\cdots &d_{1,n}\\0&&&\\\vdots &&A_{1}&\\0&&&\end{pmatrix}}}
Für das charakteristische Polynom der {\displaystyle (n-1)\times (n-1)}-Matrix {\displaystyle A_{1}} gilt {\displaystyle p_{A}(\lambda )=(\lambda -\lambda _{1})p_{A_{1}}}. Es zerfällt daher auch in Linearfaktoren und {\displaystyle A_{1}} ist somit selbst wieder trigonalisierbar. Dieses Verfahren lässt sich nun fortsetzen, bis man {\displaystyle A_{n-1}=d_{n,n}} berechnet hat. Die dabei entstehende Matrix ist genau die Dreiecksmatrix {\displaystyle D}. Die Matrix {\displaystyle P} ergibt sich als Produkt {\displaystyle T_{1}T_{2}\dots T_{n-1}} der Basiswechselmatrizen.